# Luis Ángel Garrido
Luis Ángel Garrido Bengoechea es un administrativista, juez y magistrado español y actualmente es el presidente de la Sala de lo Contencioso-Administrativo del Tribunal Superior de Justicia del País Vasco.

## Biografía
Se licenció en Derecho en la Universidad de Valladolid en 1986. Ingresó en la carrera judicial en 1988 y fue destinado al Juzgado de Primera Instancia e Instrucción de Betanzos (La Coruña).
Ascendió a Magistrado en mayo de 1990, siendo destinado al Juzgado de Primera Instancia de Bilbao y en mayo de 1991 fue destinado a la Sala de lo Contencioso-Administrativo del Tribunal Superior de Justicia del País Vasco, adquiriendo la plaza en propiedad en octubre del mismo año, que mantiene hasta hoy.
En julio de 2010 fue nombrado Presidente de la Sala de lo Contencioso-Administrativo del Tribunal Superior de Justicia del País Vasco.
Ha sido profesor en la Universidad Politécnica de Cataluña, en la Universidad del País Vasco, Universidad de Deusto, Instituto Vasco de Administración Pública, Consejo General del Poder Judicial...